# 1001
1001 (MI) fou un any comú començat en dimecres del calendari julià, l'any 1001 de les designacions de l'Era Comuna (CE) i Anno Domini (AD), el primer any del Mil·lenni II, el segle XI i el segon any de la dècada dels 1000. Al principi del 1001, el calendari gregorià estava 6 dies per davant del calendari julià, que era el calendari dominant de l'època.

## Esdeveniments

### Països Catalans
- El Comte Ramon Borrell ordena la segregació de l'alou de Lloret del de Maçanet, fet que es té com a fundació de Lloret de Mar com a municipi independent.[1]
- Casament d'Ermengol I d'Urgell amb Tetberga de Provença (data aproximada).
- Ermengol I d'Urgell realitza el seu segon viatge a Roma.

### Món
- 1 de gener - Székesfehérvár, Hongria: Esteve I és coronat com a rei dels Hongaresos, amb el reconeixement del papa Silvestre II.
- 14 d'abril - Venècia: el dux Pere Orsèol II rep l'emperador Otó III, qui el felicita per la conquesta de la Dalmàcia.
- Establiment de l'arquebisbat d'Esztergom, data que dona inicia a l'església autònoma hongaresa.
- Boleslau I de Polònia envaeix part de l'actual Eslovàquia.
- Comença una «guerra santa» per convertir l'Índia a l'islam.

## Naixements
- Al-Qàïm, califa abbàssida de Bagdad. (m. 1075)
- Duncan I, rei d'Alba (Escòcia). (m.1040)

## Necrològiques

### Països Catalans
- Ermengarda de Vallespir, comtessa de Cerdanya i Besalú.

### Món
- 13 de gener: Fujiwara no Teishi, emperatriu del Japó.
- 21 de desembre: Hug I de Spoleto, marquès de Toscana i duc de Spoleto. (n.c.950)